# Werkendam
Werkendam  (en brabanzón Wérkendèm) es una ciudad y un antiguo municipio de la provincia de Brabante Septentrional en los Países Bajos, en la región de Heusden y Altena. El 30 de abril de 2017 contaba con una población de 26.838 habitantes, sobre una superficie de 121,76 km², de los que 17,19 km² corresponden a la superficie ocupada por el agua, con una densidad de 257 h/km².  
Por el norte el municipio está bordeado por el río Merwede, tramo inferior del río Waal y está comunicado por la autopista A27, de Utrecht a Breda que lo atraviesa. Lo forman, además de Werkendam, Sleeuwijk, Nieuwendijk, Hank y Dussen, además de algunas aldeas.
Los consejos municipales de Aalburg, Werkendam y Woudrichem acordaron su fusión el 26 de enero de 2016. La fusión se hará efectiva el 1 de enero de 2019 y el nuevo municipio tomará el nombre de Altena.

## Galería de imágenes

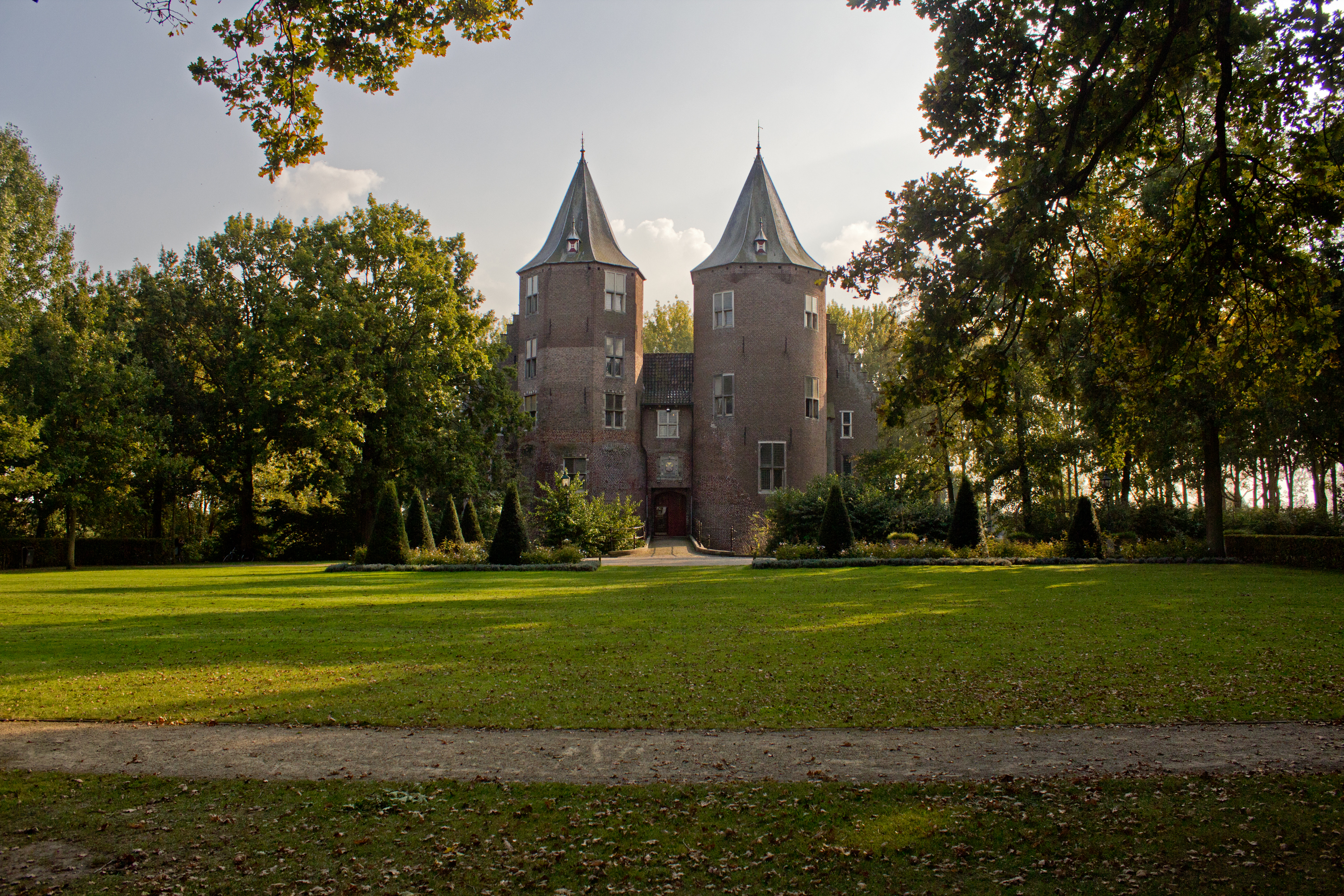
Kasteel Dussen. Iniciada su construcción poco después de 1421, resultó seriamente dañado en la Segunda Guerra Mundial.
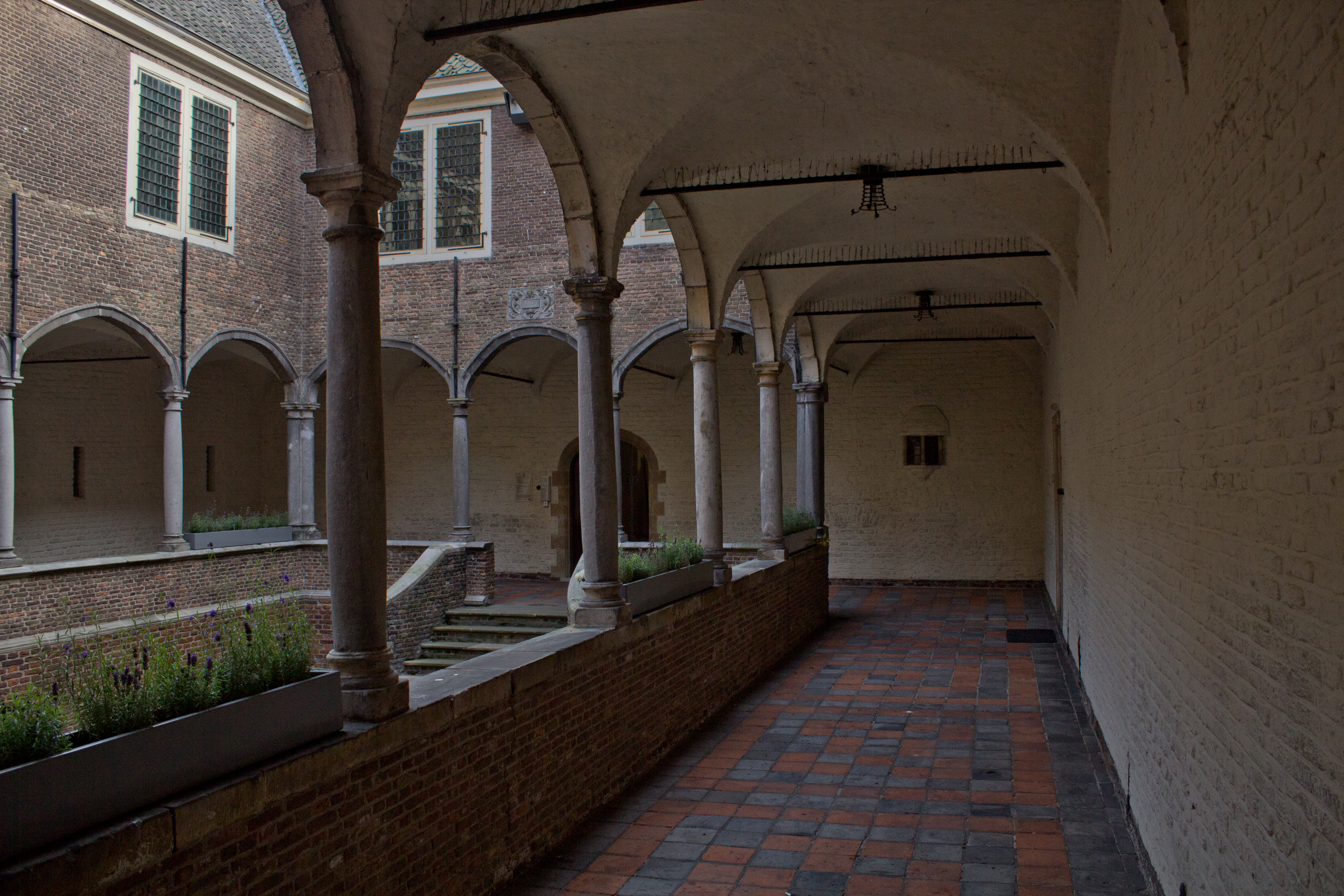
Kasteel Dussel, patio del castillo
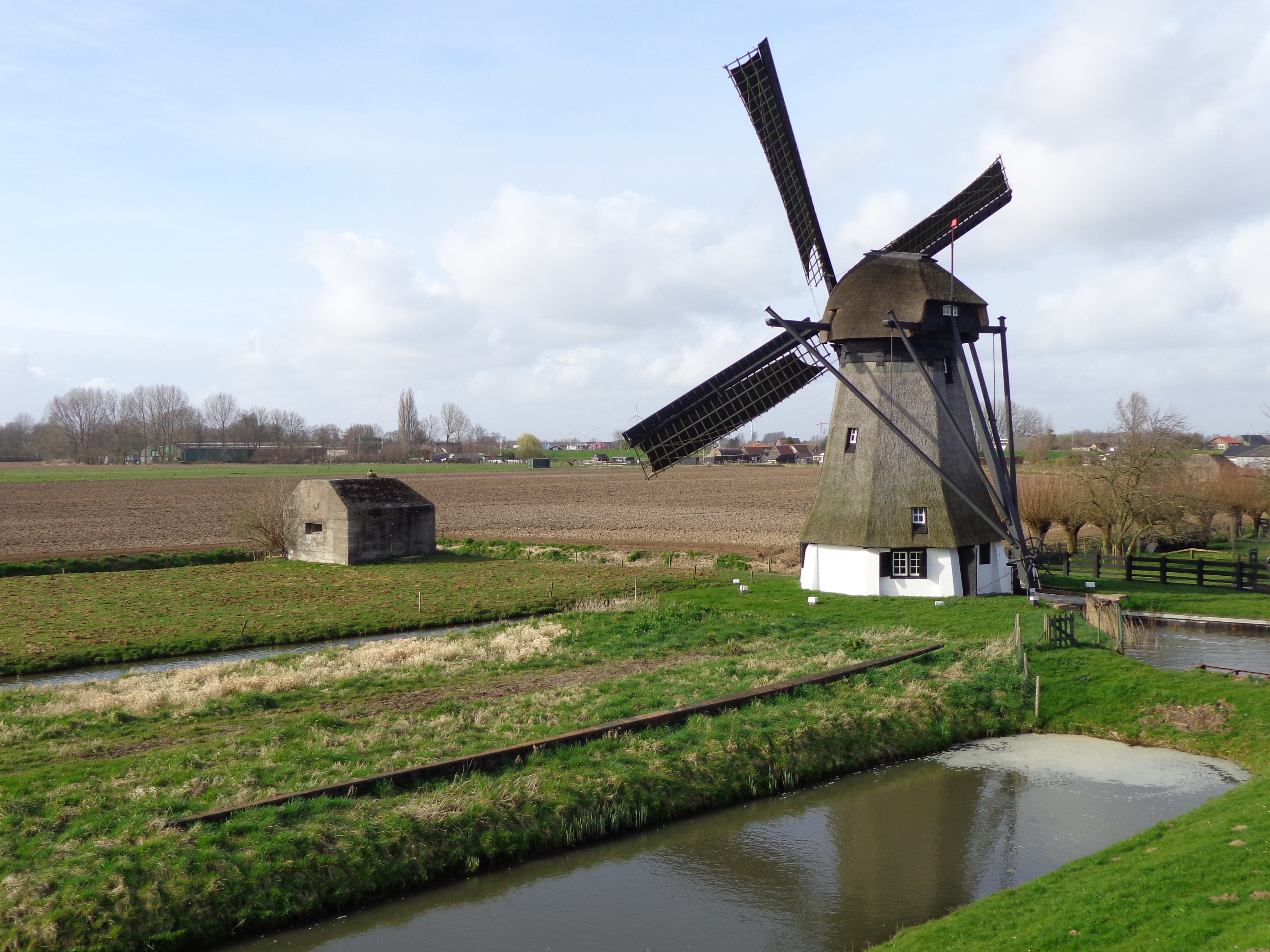
Werkendam: un búnker junto al molino Vervoorne
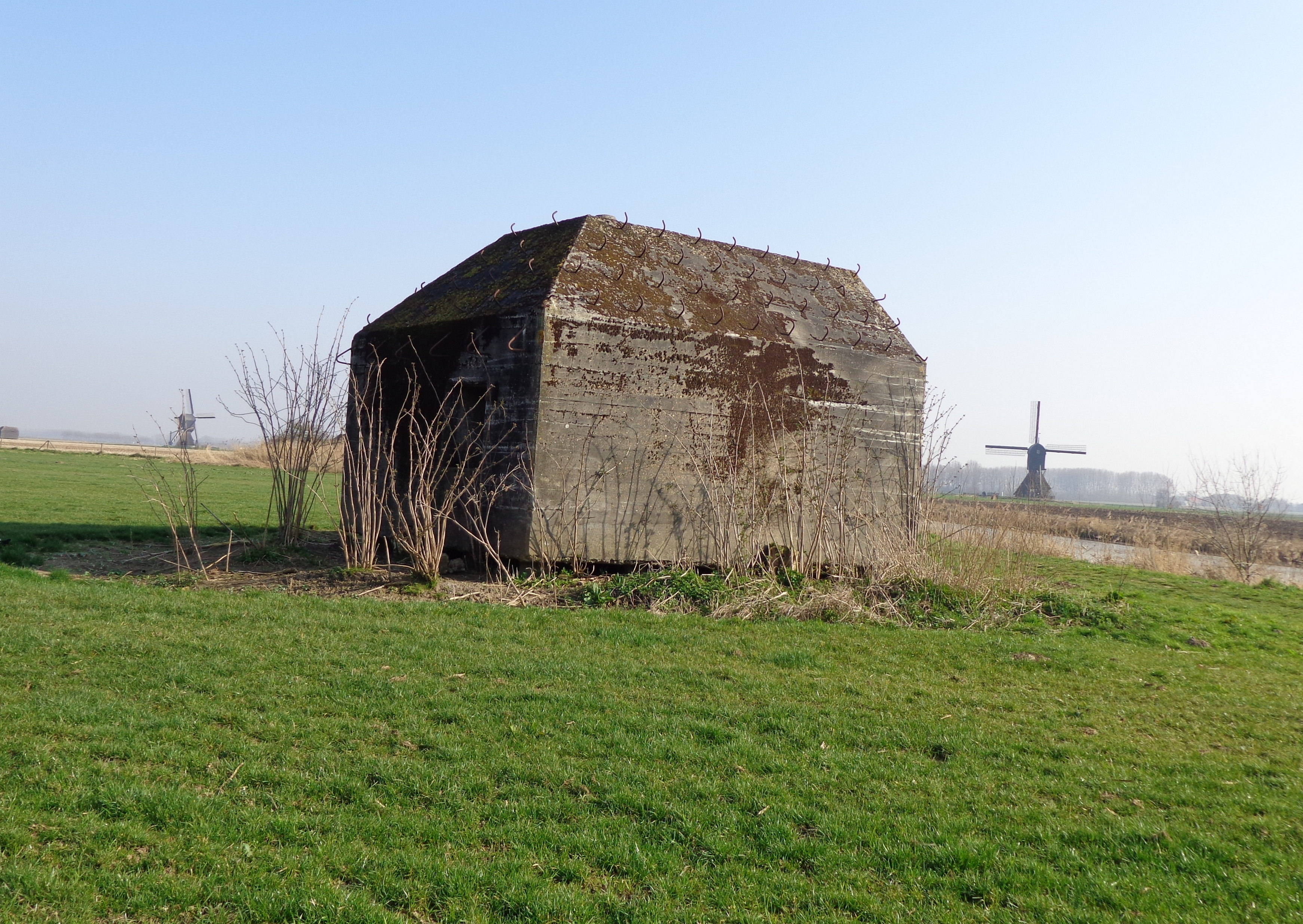
Sleeuwijk: búnker